# Samospalenie (forma samobójstwa)

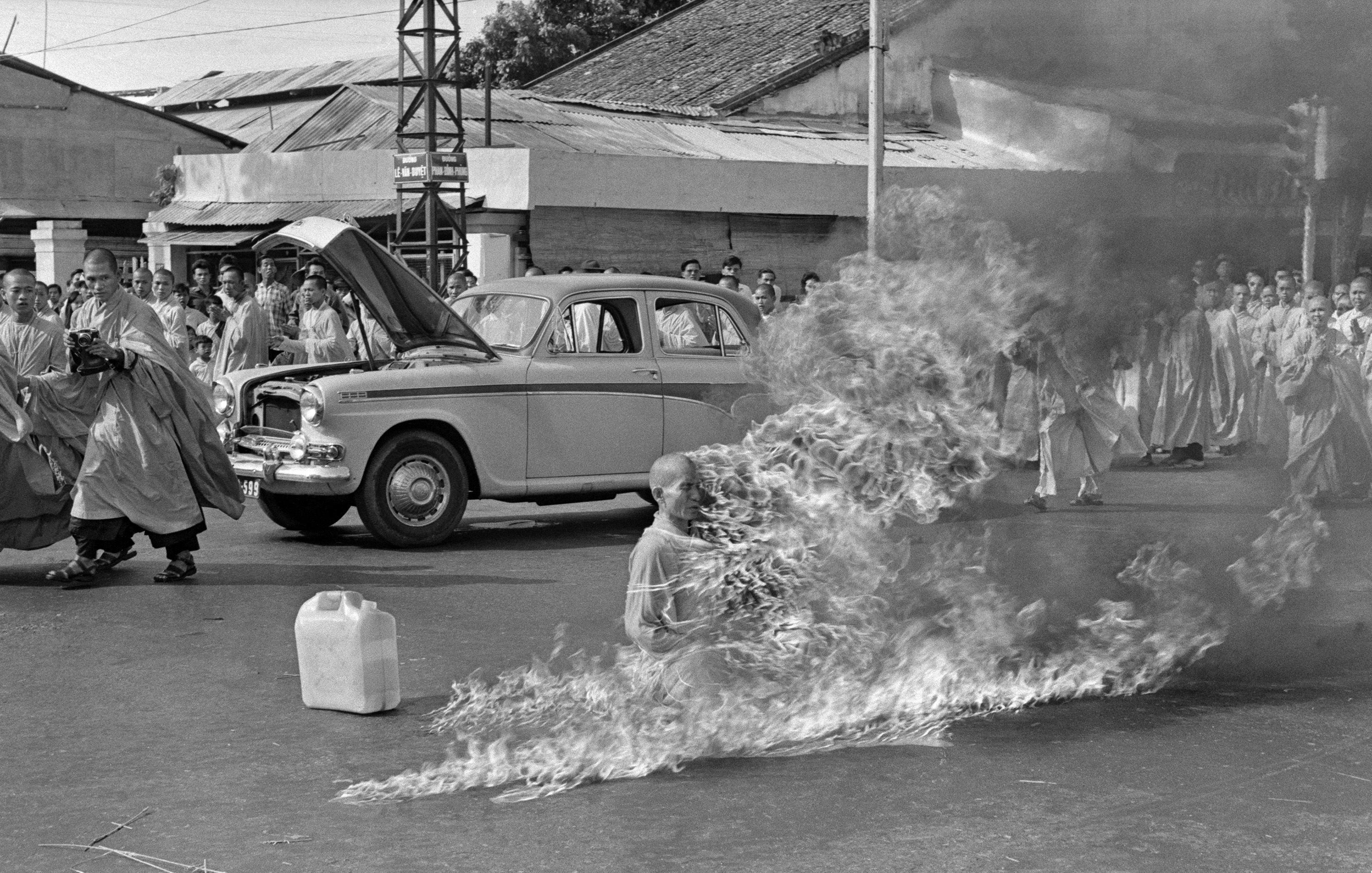
Samospalenie Thích Quảng Ðứca (1963)

Samospalenie – samobójstwo polegające najczęściej na oblaniu się przez samobójcę łatwopalnym płynem i podpaleniu. Zwykle jest to forma demonstracyjnego protestu, zwłaszcza o charakterze politycznym.
Niektóre systemy filozoficzne i religijne dopuszczają samospalenie jako poświęcenie się w imię wyższego celu – na przykład w Indiach dobrowolne spalenie się wdowy po śmierci męża.

## Pozostałe informacje
- Bohater powieści Mała apokalipsa (1979) Tadeusza Konwickiego ma dokonać protestacyjnego samospalenia przed Pałacem Kultury i Nauki.
- Część staroobrzędowców uznawała, że reforma liturgiczna patriarchy Nikona pozbawiła Rosyjski Kościół Prawosławny łaski bożej, a drogą do oczyszczenia i powrotu do Boga miało być rytualne samobójstwo. Wierni zamykali się w cerkwiach z całymi rodzinami oraz ze starymi księgami liturgicznymi, po czym podkładano ogień[2].
- Według jego siostry Richard Pryor (aktor) w roku 1981 podczas prac nad jednym z filmów próbował popełnić samobójstwo przez samospalenie. Wszyscy zgromadzeni wtedy na planie filmowym byli przekonani, że był to wypadek. Było to jeszcze przed wykryciem u Pryora stwardnienia rozsianego[3].
- Dwukrotnie nieudaną próbę samospalenia podejmował także polski bezrobotny Mieczysław Banach. Pierwszy raz w 1987, przed Ministerstwem Sprawiedliwości w Warszawie w ramach protestu przeciw niesprawiedliwości polskich sądów (został uratowany przez lekarzy). Drugą próbę samospalenia podjął 11 listopada 1999 na dworcu w Wałczu, protestując przeciwko postawie swojej gminy, która jego zdaniem nie chciała udzielić mu pomocy i oszukała go mimo jego ciężkiej choroby (został uratowany przez przechodniów)[4].
- W 1968 Ryszard Siwiec dokonał samospalenia protestując przeciwko inwazji na Czechosłowację[5]
- Piotr Szczęsny podpalił się 19 października 2017 roku na Placu Defilad w Warszawie w proteście przeciwko rządom Prawa i Sprawiedliwości[6]